# Kollár Béla (író)
Kollár Béla (eredeti családneve: Freireich, külföldön leggyakrabbanː Bela Kollar, Nyíregyháza, 1902. július 15. – Miami, Florida, 1990. november 15.) újságíró, regény és drámaíró.
Argentínában alkalmilag használta a Máli néni álnevet.

## Élete
Freireich Ignác és Schwarcz Róza fiaként született. Egymillió pengő című komédiáját 1937. január 1-én mutatták be a Belvárosi Színházban Páger Antal rendezésében (főszereplők: Bulla Elma és Páger Antal).
Fényes uj csillag tünt fel a színpadi irodalom egén: Kollár Béla, akinek egymillió pengő cimü elmés komédiája szenzációs sikert aratott a Belvárosi Színházban. Eleven, ötletes munka, tele meglepő fordulatokkal, színnel, hangulattal. Csupa szív, könny és humor. Az egyik pillanatban mélységesen meghatódunk, a másikban meg hahotázva nevetünk. … Komár Juliska művészi intelligenciájával és óriási hatással játszotta a szemérmes fiatalasszony szerepét.
A darabot Veszek egy éjszakát címmel a József Attila Színház 2016. november 12-én mutatta be.
Kétszer nősült. 1931-ben Budapesten házasságot kötött Judik Rózsával. Első házassága válással végződött. 1934-ben feleségül vette Halász (Fischer) Ignác községi jegyző és Ádám Eugénia lányát, Ilonát. Az 1930-as évek végén Argentínába emigrált. Szász Béla baráti köréhez tartozott. Az Új Világ betiltását megelőzően a lap szerkesztését Kollár Bélától Szász Béla vette át. Szász 1937-ben emigrált és 1939-től élt Argentínában. Szász hazatérése után főszerkesztője volt az Argentínai Magyar Élet című lapnak.
Argentínában is megjelent két műve, a ¡Quiero vivir! (~Élni akarok) című regénye és El señor Donat se niega a morir (~Donát úr nem hajlandó meghalni) címmel színműve. Utóbbiból Kurt Land filmrendező 1970-ben forgatta El hombre del año (~Az év embere) című nagy sikerű filmjét.
Feltehetően a diktatúra miatt az Egyesült Államokban telepedett le.
Miamiban hunyt el 1990. november 15-én.

## Művei
- Egymillió pengő – Komédia 3 felvonásban, 8 képben, Színházi Élet, 1937
- Dr. Mezitláb (regény), Nova Irodalmi Intézet, Budapest, 1938
- ¡Quiero vivir!... (~Élni akarokǃ, regény), Buenos Aires, 1945, 19??
- El señor Donat se niega a morir (~Donát úr nem hajlandó meghalni, színmű), Buenos Aires, 19??